# 客廳狂歡
《客廳狂歡》是中國男歌手王源的第三張錄音室專輯，收錄已發行數位單曲《天亮一起追太陽》與《海風吹》。2022年11月8日發行A面流想，11月24日發行B面閃爍，專輯由Camp形式創作而成，以抽象思維與時空碰撞，分別為專輯呈現出不同切面、多元包容的概念。此張專輯於12月24日正式預售實體黑膠唱片，分別為客廳狂歡繪藏黑膠、狂歡夢境閃墨彩膠、溢彩夜色流光膠，一共三種樣式。實體黑膠唱片於預售2天達24萬張，銷售額超越前張專輯《夏野了》成為QQ音樂當年度發行暢銷實體專輯總榜第一。

## 曲目
| 曲序     | 曲目               |                              | 作曲                         | 编曲                       | 时长  |
| -------- | ------------------ | ---------------------------- | ---------------------------- | -------------------------- | ----- |
| 1.       | 奔赴時間盡頭的流螢 | 王源 李宗遠 魏楠 楊格 鐘婉芸 | 王源 李宗遠 魏楠 楊格 鐘婉芸 | 楊格                       | 3:24  |
| 2.       | 參演角色           | 王源 袁景翔 李宗遠 魏楠 楊格 | 王源 袁景翔 李宗遠 魏楠 楊格 | 楊格                       | 4:01  |
| 3.       | 潛                 | 王源 李宗遠 魏楠 楊格 鐘婉芸 | 王源 李宗遠 魏楠 楊格 鐘婉芸 | 楊格                       | 3:51  |
| 4.       | 客廳狂歡           | 王源 EnjiA                   | 王源 孫宇辰 BINGO EnjiA      | BINGO 孫宇辰               | 3:13  |
| 5.       | 空置狀態           | 王源 李宗遠 魏楠 楊格 鐘婉芸 | 王源 李宗遠 魏楠 楊格 鐘婉芸 | 楊格                       | 2:48  |
| 6.       | 我可以自己點燃火炬 | 王源 川                      | 小5                          | 史帝伏 Steve.Inn 梯依恩TeN | 3:47  |
| 7.       | 天亮一起追太陽     | 王源 鐘婉芸                  | 鐘婉芸                       | 楊格 鐘婉芸                | 3:20  |
| 8.       | 海風吹             | 王源 wweimm                  | wweimm                       | Tim姜皓天 Junny@瀚海瀾汐   | 3:30  |
| 总时长： | 总时长：           | 总时长：                     | 总时长：                     | 总时长：                   | 27:58 |

## 外部連結
- 客廳狂歡EP （页面存档备份，存于）在Spotify的頁面
- 客廳狂歡EP （页面存档备份，存于） 在KKBOX的頁面
- 客廳狂歡EP （页面存档备份，存于） 在Apple Music的頁面
- 客廳狂歡EP （页面存档备份，存于） 在YouTube Music的頁面
- 客廳狂歡EP （页面存档备份，存于） 在iTunes Store的頁面
- 客廳狂歡EP （页面存档备份，存于） 在QQ音乐的頁面
- 客廳狂歡EP （页面存档备份，存于）在酷狗音乐的頁面